# MessagePlus/Open
MessagePlus/Open ist eine Kommunikationsplattform für mittlere und große Organisationen zur Verarbeitung eines hohen Nachrichtendurchsatzes – insbesondere in einer Hochverfügbarkeitsumgebung. Als Kommunikationskanäle werden zurzeit Fax, Fax over IP, E-Mail, SMS und zahlreiche Möglichkeiten zur Integration von Geschäftsanwendungen unterstützt. Die Lösung wurde von der Intercope GmbH entwickelt, wird sowohl von Intercope als auch von der IBM vertrieben und ist das Nachfolgeprodukt von FaxPlus/Open.

## Anwendungsintegration
MessagePlus/Open stellt generische und anwendungsspezifische Integrationsoptionen bereit. Die generischen Schnittstellen können von jeder Anwendung genutzt werden, erfordern jedoch etwas Programmieraufwand. Beispiele sind der Datenaustausch über relationale Datenbanken wie z. B. IBM DB2 und Oracle Database, Middleware-Produkte wie IBM Websphere MQ oder dateibasierte Schnittstellen. Anwendungsspezifische Integrationen nutzen produktspezifische Programmierschnittstellen wie z. B. die RFC-Architektur von SAP. Zusätzlich stehen Schnittstellen für Legacy-Anwendungen bereit und Benutzer können E-Mail, einen Client und einen virtueller Drucker nutzen, um mit dem System zu kommunizieren.

## Betriebssystem und Systemüberwachung
Die Lösung läuft unter z/OS, AIX, Linux, Solaris und Windows und kann verteilt über mehrere Rechner und Betriebssysteme installiert werden. Eine zentralisierte Systemüberwachung und -kontrolle ist über SNMP möglich, wobei Standardanwendungen wie z. B. IBM Tivoli Netview oder HP Network Node Manager eingesetzt werden können.

## Virtualisierung und Hochverfügbarkeit
MessagePlus/Open kann in virtualisierten Umgebungen, wie z. B. VMware betrieben werden und unterstützt als Hochverfügbarkeitslösungen AIX High Availability Cluster Multi-Processing (HACMP), SUN Solaris Cluster und Microsoft Cluster Server / Failover Clustering.

## XML, JAVA und Web-Services
Die neueste Version, MessagePlus/Open Version 4, unterstützt XML für dateibasierte Schnittstellen und IBM WebSphere MQ sowie WSDL basierte Web-Services, beinhaltet einen JAVA Webclient, eine JAVA Programmierschnittstelle und Funktionen, welche für komplexe Szenarien der Nachrichtenverarbeitung entwickelt wurden. Diese Funktionen ermöglichen es, Dokumente zu klassifizieren und digitale Daten aus unstrukturierten Inhalten oder semi-strukturierten Inhalten zu extrahieren, die dann in strukturierten Formaten wie XML an Anwendungen übergeben werden können.